# يوكو تارو
يوكو تارو (横尾 太郎 Yokoo Tarō، ولد في 6 يونيو 1970) هو منتج ألعاب فيديو وكاتب سيناريو. بداء مهنته في شركة Cavia التي توقفت عن العمل الآن. شتهر بأعمال تقمص الشخصيات في سلسلة ألعاب Drakengard، وفروعها Nier ونير: الآلي.
ولد يوكو في ناغويا، بمحافظة آيتشي، ودرس في جامعة كوبه لتصاميم في عام 1990.في حين أنه لم يكن ينوي في البداية متابعة مهنة في ألعاب الفيديو، بعد العمل في نامكو وسوني، انضم إلى Cavia وأصبح المخرج وكاتب السيناريو لأول لعبة دراكنجارد. وقد عمل منذ ذلك الحين على نطاق واسع في كل ألعاب السلسلة (باستثناء Drakengard 2)، وعناوين الهواتف المحمولة، بعد أن أصبح مستقلاً بعد إندماج Cavia في آيه كيو إنتراكتيف.
لاحظ النقاد تصميم العاب يوكو غير التقليدي وأسلوب الكتابة. أحد الجوانب الرئيسية في أعمله هو استكشاف الجانب الأكثر قتامة في البشر، مثلاً سبب دفعهم لقتل بعضهم البعض، على الرغم من أنه لا يشارك عادةً رأيًا مشتركًا حول الطبيعة المظلمة لقصصه. وصفَ أسلوبه في الكتابة بـ «كتابة السيناريوالمقلوب»، يتضمن تحديد نهاية القصة أولاً وبناء السرد إلى الخلف من تلك النقطة. بسبب ازدرائه من التصوير الفوتوغرافي له، فإنه يرتدي قناعًا بشكل عام عند إجراء المقابلات أو تقديم الألعاب.

## السيرة شخصية

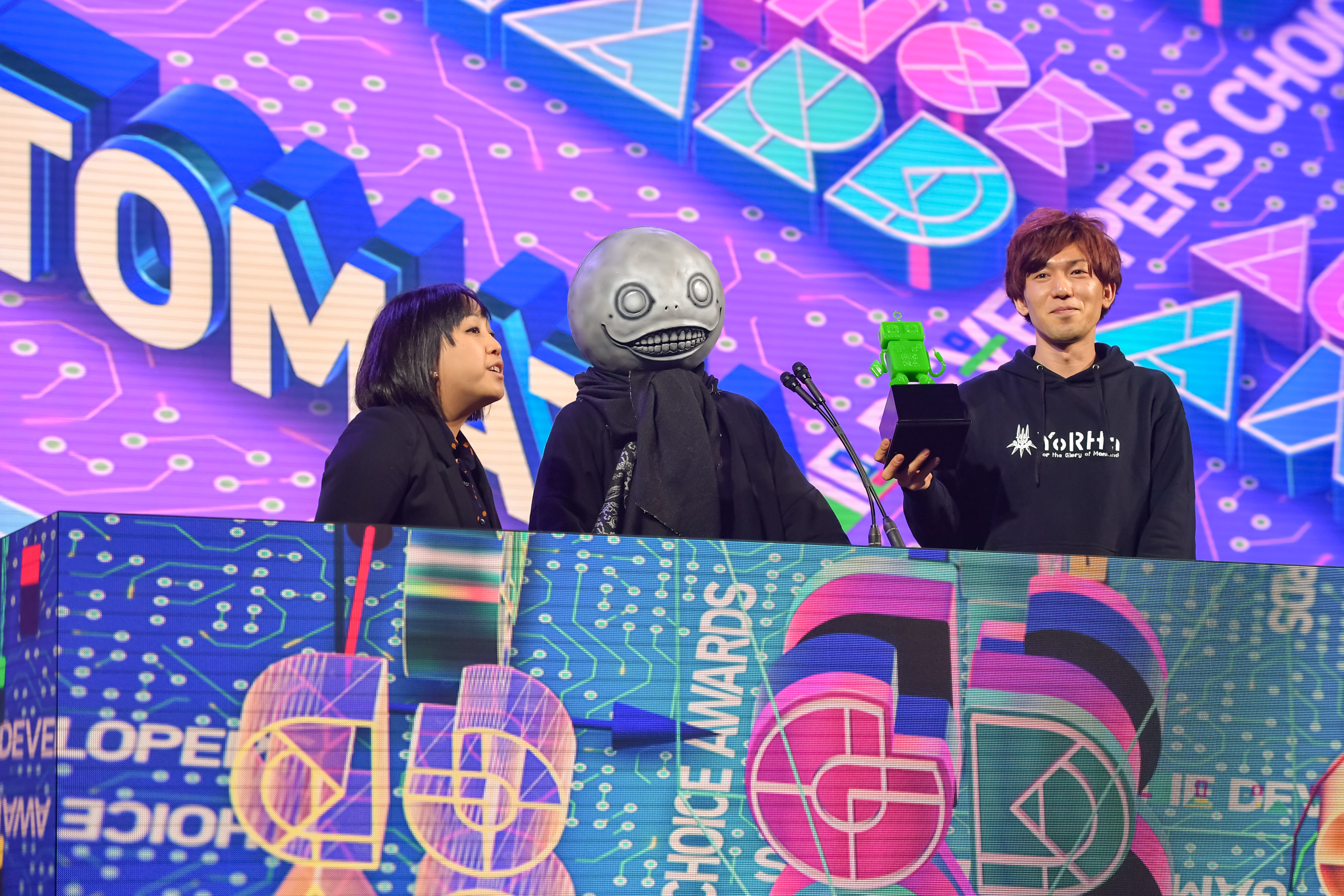
احد الصور التي يظهر فيها يوكو تارو في حفل توزيع جوائز اختيار مطوري الألعاب

ولد يوكو تارو في ناغويا، أيتشي، في 6 يونيو 1970. غالبًا ما كان والدا يوكو غائبين في وظائفهما، لذلك كانت نشأته في الغالب مع جدته، التي تركت انطباعًا قويًا عليه. خلال شبابه، سمع عن حادثة من شأنها أن تؤثر على عمله في وقت لاحق ككاتب سيناريوهات: بينما كانَ أحد معارفه في أحد شوارع التسوق مع مجموعة من الأصدقاء، كان أحدهم يمشي على سطح مبنى مرتفع انزلق وتوفي إثر سقوطه. المشهد كما سمع يوكو كان في البداية «مروعًا»، ولكنه تضمن أيضًا عنصرًا فكاهيًا. درس في جامعة كوبي ديزاين وتخرج في مارس 1994. وهو متزوج من يوكيكو يوكو، وهي رسامة الأعمال في سلسلة Taiko no Tatsujin وعملت أيضًا في Drakengard 3.

### المسار مهني
في البداية لم يكن ينوي متابعة مهنتهُ في ألعاب الفيديو، وكانت وظيفته الأولى بعد تخرجه كمصمم 3D CGI لنامكو بعد شهر من التخرج. في عام 1999، انضم إلى شركة Sugar & Rockets Inc. وهي شركة تطوير تابعة لطرف ثانٍ مملوكة حاليًا لشركة سوني إنتراكتيف إنترتيمنت. في عام 2001، بعد عام من دمج شركة شوغر آند روكتس بواسطة سوني، حصل يوكو على وظيفة في Cavia . أثناء عمله في Cavia ، شارك في إنشاء Drakengard . بينما كان المنتج المشارك في اللعبة Takuya Iwasaki ينوي تولي دور المخرج، كان مشغولًا بمشاريع أخرى، لذلك طُلب من Yoko تولي مهام المدير. ساعد أيضًا في إنشاء السيناريو والشخصيات، بالإضافة إلى المشاركة في كتابة السيناريو مع Sawako Natori. أثناء الإنتاج، لم يكن يوكو راضياً عن مقدار التغييرات التي طلبها المجلس الاستشاري للعبة. وصل الأمر إلى النقطة التي قرر فيها أنه لن يعمل على مشروع آخر ل Drakengard. شارك لاحقًا في إنتاج Drakengard 2 ، حيث تم اعتماده كمحرر فيديو بينما ظل أيضًا أحد أعضاء فريق اللعبة المبدعين.
غالبًا ما يتم ربطه بمشروع آخر أثناء الإنتاج، تم رفض مفهومه الأصلي للعبة كلعبة بإسلوب آركيد مع تنانين في الفضاء وكان لديه اشتباكات في أفكاره الفنية مع المخرج الجديد للعبة أكيرا ياسوي.
بعد اكتمال Drakengard 2 ، بدأ يوكو بالعمل على الجزء الثالث في السلسلة. مع تطور اللعبة، تم تطوير المفهوم الأولي إلى النقطة التي تم فيها تغيير اسم اللعبة إلى Nier ، وهي سلسلة فرعية من السلسلة. على الرغم من ذلك، واصل يوكو اعتبارها الجزء الثالث في السلسلة. بعد إطلاق Nier واندماج Cavia مع آيه كيو إنتراكتيف، غادر يوكو الشركة وتابع مهنة مستقلة. خلال هذه الفترة، لعب دورًا غير معروف في تطوير لعبة سكوير إنكس الاجتماعية Monster × Dragon. تضمنت معظم أعماله المستقلة ألعابًا إجتماعية على أجهزة المحمول. بعد عدة سنوات، تعاون يوكو مع العديد من الموظفين مِمَّنْ عملو على Drakengard و Nier لإنشاء تكملة ثانية حقيقية لـ Drakengard ، تحدد من خلال الاستبيانات أن الإِنجَذَبَ الرئيسي لقاعدة المعجبين هو القصص المظلمة. بعد الانتهاء من Drakengard 3 ، عاد يوكو عاطلاَ عن العمل. بعد ذلك، بدأ في كتابة عمود خاص قصير الأجل لفاميتسو بعنوان «تارو يوكو دائرة بلا تفكير جيد». في عام 2015، أعلن يوكو أنه بدأ شركته الخاصة المسماة Bukkoro ، ويعمل بها يوكو وزوجته يوكيكو وهانا كيكوتشي الروائي وكاتب السيناريو ل Nier و Drakengard 3 .
لقد ذكر يوكو كرهه الشديد للمقابلات. كان من أسبابه، وفقًا لعمود المقالة في مجلة فاميتسو، أنه يشعر أن مطوري ألعاب الفيديو ليسوا من الفنانين أو المعلقين على عملهم وأنه يعتقد أن الموضوعات التي يتحدثون عنها في المقابلات ستكون مملة للغاية لمن يقرأون أو يستمعون. عندما يقوم بإجراء مقابلات، يفضل ارتداء قناع لتجنب تصويره، وفي مقابلة بالفيديو تتعلق بـ Drakengard 3 ، استخدم دمية قفاز. وذكر أيضًا أنه يحب أن يكون صريحًا عند إبداء آرائه، لأنه يشعر أن محبي ألعاب الفيديو يستحقون الحقيقة والصدق.

## تصميم الألعاب
لوحظ يوكو بإنتاج ألعابٍ ذات جو مظلم أو مزعج أو شعورغيرعادي. قيل أن هذا هو السبب الرئيسي الذي أُحضر للعمل في Monster × Dragon . طريقة كتابته، التي لم يراها في أعمال خيالية أخرى، تسمى «كتابة السيناريو المقلوب». وصفها بأنها تبدأ بالنهاية أولاً، ثم أعمل منها بالمقلوب. بعد ذلك ينشئ نقاط حبكة مركزية تشكل القمة العاطفية في سرد القصة، ويضيف التفاصيل، ثم يبددها من خلال السرد القصصي حتى يتمكن اللاعب من بناء اتصال عاطفي مناسب. يستخدم طريقة ثانوية تسمى «التفكير بالصور» بالتزامن مع طريقة كتابة السيناريو الخاصة به. يصفها يوكو على أنها طريقة تصوير وإبقاء ترتيب الأحداث وذروة عاطفة خلال القصة. وأشار إلى إلهامه لهذه الطريقة باسم قصر الذاكرة ماتيو ريتشي من قبل جوناثان سبنس. إنه حريص على تجربه على تصاميم ألعاب الفيديو، ويشعر أن العديد من الاتفاقيات في سوق ألعاب الفيديو تمنع الحرية الإبداعية للمطو
رين. تعكس العديد من ألعابه مشاعره الخاصة حول الموت واستجوابه السقراطي لهذا المفهوم. يعتبر يوكو أيضًا الطعام أداة مهمة في إنشاء لعبة، مشيرًا إلى أنه يعتقد أن أنواع الطعام من جميع أنحاء العالم يمكن أن تساعده في التعرف على الأشخاص الذين تستهدفهم اللعبة.
تأثر يوكو في أسلوبه لسلسلة Drakengard بالعديد من ألعاب اليوم: من الأشياء المشتركة التي لاحظها أن اللاعب حصل على درجات لأدائه بعد قتل عشرات أو مئات من وحدات العدو بإسلوب«شماتة». لأن مفهوم الاستمتاع بالقتل بدا جنونياً بالنسبة له، فقد صمم أبطال اللعبة الأولى ليكونوا مجانين. كما أنه يرغب في استكشاف ما دفع الناس إلى قتل بعضهم البعض. في وقت لاحق، بالنسبة إلى Nier و Drakengard 3 ، استكشف يوكو فكرة الحدث المروع حيث اعتقد الجانبان أنهم يفعلون الشيء الصحيح. بالنسبة لNier ، استلهم مباشرة من هجمات 11 سبتمبر والحرب على الإرهاب. كان هناك تأثير مباشر آخر على Nier كان في طريقة لعب سلسلة إله الحرب ، والتي أعجب بها هو ومنتج اللعبة Yosuke Saito. لقد أعرب عن كراهيته لنوع «العادي والمنسي» من شخصية ألعاب الفيديو النسائية: فقد أظهر كرهه لهذا الأمر في لعب الأدوارالنمطية في ألعاب الفيديو الرومنسية في شخصيى ة Furiae ، وهي شخصية مهمة في Drakengard . شخصية آخرى شارك إلى حد كبير في خلقها هي زيرو، من Drakengard 3 بطل الرواية: حين قام بصنعها، شعر أنه سيكون من المثير للاهتمام إنشاء شخصية كانت في السابق عاهرة لأن هدا النوع من الشخصيات كان نادر إلى حد ما في ألعاب الفيديو. بشكل عام، لا يعتبر يوكو كتاباته مظلمة كما يراها الآخرون، في حين يعترف بأنه يعمد إلى دمج العناصر المظلمة. كان التأثير الملحوظ على طريقة لعب ألقابه هو شوتم أب الكلاسيكي Ikaruga ; ألهمته مباشرة بمشاهد رحلات التنين من Drakengard وأقسام رصاص الجحيم في Nier ؛ كما أبلغ يوكو عن تزامن اللعب مع الموسيقى.

## الأعمال

### العاب إلكترونية
| عام         | عنوان                                 | وظيفة                                    |
| ----------- | ------------------------------------- | ---------------------------------------- |
| 1996        | Alpine Racer 2                        | مصمم الخلفية                             |
| 1998        | Time Crisis II                        | مصمم الخلفية                             |
| 2000        | Chase The Express                     | مخطط                                     |
| 2001        | Phase Paradox                         | مصمم ألعاب، تصميم مرئي                   |
| 2003        | دراكنجارد                             | المخرج، كاتب السيناريو                   |
| 2005        | دراكينجارد 2                          | محرر الفيديو                             |
| 2010        | Nier                                  | مخرج                                     |
| 2011        | Monster × Dragon                      | مشرف السيناريو                           |
| 2012        | Demons' Score                         | المدير المشارك                           |
| 2013        | دراكينجارد 3                          | المدير الإبداعي، كاتب السيناريو          |
| 2017        | نير: Automata                         | المخرج، كاتب السيناريو                   |
| 2017        | SINoALICE                             | مخرج مبدع                                |
| 2019        | فاينل فانتسي الرابع عشر               | YoRHa: كاتب سيناريو نهاية العالم المظلمة |
| سيُعلن لاحقاً | NieR Re[in]carnation                  | مخرج                                     |
| 2021        | Voice of Cards: The Isle Dragon Roars | مخرج                                     |
| 2022        | Voice of Cards: The Forsaken Maiden   | مخرج                                     |
| 2022        | Voice of Cards: The Beasts of Burden  | مخرج                                     |
| 2023        | 404 GAME RE:SET                       | مخرج                                     |

### كتب ومانجا
| عام  | عنوان                               | وظيفة          |
| ---- | ----------------------------------- | -------------- |
| 2013 | Drag-on Dragoon: Utahime Five       | مشرف           |
| 2013 | Drag-on Dragoon: شي ني إيتارو أكا   | مشرف           |
| 2014 | Drag-on Dragoon 3: جانب القصة       | مشرف           |
| 2014 | Thou Shalt Not Die                  | المنتج والكاتب |
| 2018 | NieR: Automata: القصة الطويلة قصيرة | المنتج والكاتب |
| 2018 | NieR: Automata: القصة القصيرة طويلة | المنتج والكاتب |

### المسرحيات
| عام  | عنوان                   | وظيفة          |
| ---- | ----------------------- | -------------- |
| 2015 | YoRHa                   | المنتج والكاتب |
| 2016 | Thou Shalt Not Die Zero | المنتج         |
| 2018 | YoRHa Boys              | المنتج         |
| 2021 | Bakuken                 | الكاتب         |

### تلفزيون، تلفاز
| عام  | عنوان                 | وظيفة          |
| ---- | --------------------- | -------------- |
| 2023 | نير: Automata Ver1.1a | كاتب السيناريو |
| 2023 | カミエラビ            | صاحب، صانع     |

### موسيقى مصورة
| عام  | عنوان        | ملحّن       | وظيفة          | ملحوظة                            |
| ---- | ------------ | ---------- | -------------- | --------------------------------- |
| 2023 | アンチノミー | あまざらし | كاتب السيناريو | موضوع نهاية نير: Automata Ver1.1a |

## روابط خارجية
- يوكو تارو على موقع IMDb (الإنجليزية)
- يوكو تارو على موقع ميوزك برينز (الإنجليزية)
- يوكو تارو على موقع ديسكوغز (الإنجليزية)
- يوكو تارو على موقع قاعدة بيانات الفيلم (الإنجليزية)
- مدونة «يوميات تارو يوكو» على الإنترنت باللغة اليابانية
- سلسلة مقابلات Dengeki Online عن Drakengard و Nier باللغة اليابانية
- الصفحة الرئيسية في بوكورو باللغة اليابانية